# Nicolas Brouwet

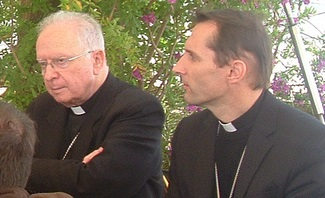
Nicolas Brouwet (r) und Kardinal Bernard Panafieu (2009)

Wappen als Bischof von Tarbes und Lourdes

Nicolas Jean René Brouwet (* 31. August 1962 in Suresnes, Département Hauts-de-Seine) ist ein französischer Geistlicher und römisch-katholischer Bischof von Nîmes.

## Leben
Nicolas Brouwet studierte zunächst Geschichte an der Sorbonne und von 1984 bis 1992 Theologie und Philosophie am Päpstlichen Französischen Priesterseminar. 1986 bis 1988 arbeitete er mit DCC (Délégation catholique à la coopération) zusammen und war Lehrer im Priesterseminar des lateinischen Patriarchates von Jerusalem in Beit Jala. Am 27. Juni 1992 empfing er die Priesterweihe und vertiefte seine Studien an der Gregoriana. An der römischen Lateranuniversität absolvierte er ein theologisches Studium mit Schwerpunkt Ehe und Familie. 1993 wurde er Pfarrer und Leiter der Seelsorgestelle für öffentliche Bildung in Bourg-la-Reine sowie Kaplan der Université Paris-Sud. 1999 wechselte er auf die Pfarrstelle von Saint-Romain und Notre-Dame-des-Bruyères in Sèvres. Von 2001 bis 2006 war er Dekan von Chaville–Sèvres–Ville d’Avray und von 2006 bis 2008 Pfarrer von Saint-Pierre und Saint-Jacques in Neuilly-sur-Seine.
Am 11. April 2008 ernannte ihn Papst Benedikt XVI. zum Titularbischof von Simidicca und zum Weihbischof in Nanterre. Die Bischofsweihe spendete ihm der Bischof von Nanterre, Gérard Daucourt, am 29. Juni desselben Jahres; Mitkonsekratoren waren Olivier de Berranger, Bischof von Saint-Denis, und Pascal Marie Roland, Bischof von Moulins. Sein Wahlspruch Spiritu ambulemus („Wir wollen dem Geist folgen“) entstammt dem Galaterbrief (Gal 5,25 ). Seit April 2011 war er Vorsitzender der Arbeitsgruppe „Kirche und Internet“ der Bischofskonferenz von Frankreich.
Benedikt XVI. ernannte ihn am 11. Februar 2012 zum Bischof von Tarbes und Lourdes.
Papst Franziskus ernannte ihn am 10. August 2021 zum Bischof von Nîmes. Die Amtseinführung fand am 18. September desselben Jahres statt.
Brouwet ist Mitglied der vom Theologen Hans Urs von Balthasar gegründeten Johannesgemeinschaft.